# Mã Đức Hoa
Mã Đức Hoa (tiếng Trung: 马德华; bính âm: Mā Dé Hūa; sinh 11 tháng 8 năm 1945) là một nam diễn viên người Hồi, Trung Quốc. Ông được biết đến qua vai diễn Trư Bát Giới trong bộ phim truyền hình Tây Du ký 1986.

## Tiểu sử
Mã Đức Hoa sinh tại Đức Châu, tỉnh Sơn Đông. Làm nghề hát kịch tại Bắc Kinh, lần đầu tiên ông tham gia đóng phim là năm 1986 và đóng vai Trư Bát Giới trong phim Tây du ký do CCTV sản xuất. Ngoài ra, năm 2006, ông cũng đã đóng vai chính trong bộ phim truyền hình "câu chuyện cũ", trong năm 2007 đóng phim Ngô Thừa Ân và Tây du ký là phim ba chiều do Trung Quốc sản xuất.
Mã Đức Hoa kết hôn với Hậu Ngọc Mẫn (Hou Yumin (侯玉敏)) vào tháng 10 năm 1972, có 1 con trai tên Mã Dương (马洋) sinh năm 1973.

## Các bộ phim đã tham gia
| Phim                                                                 | Năm  | Vai |
| -------------------------------------------------------------------- | ---- | --- |
| Tây du ký                                                            | 1986 | Trư Bát Giới, ngoài ra ông còn đóng nhiều vai phụ và quần chúng khác như: - Bạch mao hầu (tập 2) - Một trong 5 tên cướp (tập 5) - Tráng hán, Thiên Bồng nguyên soái (tập 7) - Sơn thần (tập 12). |
| 老人的故事 (Chuyện cũ của lão già)                                   | 2006 | Ông Shi |
| 吴承恩与西游记 Ngô Thừa Ân và Tây du ký                              | 2007 | Trư Bát Giới |
| 冒牌董事长 (Chủ tịch giả danh)                                       | 2011 | 廖总 |
| 喜事连连剩男相亲记                                                   | 2012 | 老关 |
| 过年好                                                               | 2016 | |
| 封魔录后传                                                           | 2016 | |
| 滚出来，凶手 (Hãy ra đi, Hung thủ!)                                  | 2016 | |
| 笑八仙前传之驯妖记                                                   | 2017 | 張果老 |
| 敢问路在何方 (Tựa tiếng Anh là Journey to the West 3D (Tây Du Ký 3D) | 2018 | |
| 财迷 (Đam mê tiền tài)                                               | 2018 | |
| 误入青春 (Vào nhầm thanh xuân)                                       | 2019 | |